# Joseph Ngute
Joseph Ngute (ur. 12 marca 1954) – polityk kameruński. Ukończył prawo na Uniwersytecie w Warwick w Wielkiej Brytanii. W 1991 objął kierownictwo Wyższej Szkoły Administracji. W 1997 rozpoczął pracę jako delegat ministra spraw zagranicznych Kamerunu. W marcu 2018 objął funkcję ministra ds. specjalnych poruczeń przy prezydencie Kamerunu. Od 4 stycznia 2019 premier Kamerunu.